# Brasher Falls-Winthrop
Brasher Falls-Winthrop era un lugar designado por el censo (en inglés, census-designated place, CDP) del condado de St. Lawrence, estado de Nueva York, Estados Unidos. En el año 2000 tenía una población de 1140 habitantes.
Para el censo de 2010 fue disuelto y su territorio fue dividido en dos: Brasher Falls, en el municipio de Brasher, y Winthrop, en el municipio de Stockholm.

## Geografía
Estaba ubicado en las coordenadas 44°48′6″N 74°46′41″O / 44.80167, -74.77806.

## Demografía
Según el censo de 2000, en ese momento los ingresos medios de los hogares eran de $30,505 y los ingresos medios de las familias eran de $45,179. Los hombres tenían ingresos medios por $45,230 frente a los $23,421 que percibían las mujeres. Los ingresos per cápita eran de $18,263. Alrededor del 9.3% de la población estaba por debajo de la línea de pobreza.